# کامیش‌لی (پوزانتی)
کامیش‌لی (به ترکی استانبولی: Kamışlı) یک منطقهٔ مسکونی در ترکیه است که در پوزانتی واقع شده‌است.